# Norrporten
Norrporten var et svensk ejendomsselskab med hovedsæde i Sundsvall, Sverige. Norrporten ejede cirka 140 ejendomme i Sundsvall, Luleå, Umeå, Gävle, Uppsala, Örebro, Linköping, Jönköping, Växjö, Helsingborg, Stockholm, København og Hamborg med en total værdi omkring 20 mia. kr.
Selskabet kom i stand under 90’ernes bankkrise som et datterselskab af Securum AB. Norrporten blev grundlagt i 1994 for at forvalte en ejendomsportefølje i Norrland, som den daværende Nordbanken overtog efter en konkurs. Samme år blev virksomheden noteret på børsen i Stockholm.
Virksomheden var etableret i det sydlige og centrale Sverige samt i København og Hamborg. I København, ejede selskabet ejendomme i indre by, Kalvebod Brygge og Ørestad til en samlet værdi på ca. 3,2 mia. kr. I Hamburg byggede selskabet kontor i HafenCity.
Den 30. juni 2016 blev Norrporten overtaget af det svenske ejendomsselskab Castellum for 8,4 milliarder kr.

## Miljøbevidsthed
Norrporten er ISO 14001 certificeret og den årlige sammenlignende undersøgelse om bæredygtighed blandt ejendomsselskaber i verden, GRESB – Global Real Estate Sustainability Benchmark, placerer i 2015 Norrporten blandt de virksomheder, der har gjort størst fremskridt i deres arbejde med bæredygtighed.
I 2014 blev Norrporten præmieret af HOFOR for at undgå energispild og reducere CO2 udledning.